# Душан Лалатовић
Душан Лалатовић (Нови Сад, 29. новембра 1998) српски је фудбалер, који тренутно наступа за Рад.